# Yoshiaki Shimojō
Yoshiaki Shimojō (jap. 下條 佳明 Shimojō Yoshiaki; ur. 10 maja 1954 w Matsumoto, prefekturze Nagano) – japoński trener piłkarski i piłkarz występujący na pozycji obrońcy.

## Życiorys

### Kariera klubowa
Od 1978 do 1985 roku był zawodnikiem japońskiego klubu Nissan Motors.

### Kariera trenerska
Po zakończeniu piłkarskiej kariery pracował jako trener w Yokohama F. Marinos i Uniwersytecie Waseda.

## Sukcesy

### Trenerskie
Yokohama F. Marinos
- Zwycięzca Pucharu Ligi Japońskiej: 2001